# Федеральний інститут освіти, науки і технологій Баїя
Федеральний інститут освіти, науки і технологій Баїя (порт. Instituto Federal da Bahia), (IFBA) — державний навчальний заклад Бразилії, що входить до системи федеральних інститутів освіти, науки та технологій. Заснований шляхом реорганізації Федерального Центру технічної освіти штату Баїя (CEFET/BA) відповідно до Федерального закону № 11.892.

## Розташування
Ректорат IFBA знаходиться в Салвадорі, у районі Канела. Один із головних кампусів — кампус Салвадор, розташований у районі Барбалхо.
Інститут має мережу навчальних закладів, розміщених у стратегічних регіонах штату Баїя.

## Історія
IFBA веде свою історію від Школи майстрів Баїя, заснованої 2 червня 1910 року. Заклад почав роботу в Баїйському Робітничому центрі, пропонуючи курси з пошиття одягу, палітурної справи, ковальства, шевської справи та столярних виробів.
1926 року школа переїхала до Барбальхо, де діє і сьогодні. У 1937 році її перейменували на Промисловий ліцей Салвадору, а 1942 року вона отримала назву Технічне училище Салвадору, запровадивши перші технічні курси.
У наступні десятиліття заклад неодноразово реформували, поки 2008 року він офіційно став Федеральним Інститутом освіти, науки і технологій Баїя (IFBA).

## Освітня діяльність
IFBA пропонує професійну технічну освіту на всіх рівнях, включаючи середню, технічну, вищу та післядипломну. Навчальні програми охоплюють різні галузі знань, із постійним оновленням відповідно до сучасних освітніх та виробничих тенденцій.

## Кампуси та розвиток
На сьогодні IFBA має 12 кампусів, розташованих у різних регіонах Баїя. У 2012 році відкрився ще один кампус в районі Авіаріо.